# Lisa Mandemaker
Lisa Mandemaker es una diseñadora social holandesa que ha creado, junto con otros investigadores del área, un prototipo de útero artificial para bebés extremadamente prematuros. Ha sido incluida en la lista de la BBC de 100 mujeres inspiradoras e influyentes de todo el mundo para 2019.

## Trayectoria
Mandemaker tiene una Master en Diseño de Productos del Royal College of Art de Londres.
En 2018, Mandemaker, junto a Guid Oei del Máxima Medisch Centrum y al diseñador gráfico Hendrik-Jan Grievink comenzaron a desarrollar un útero artificial. Contiene un entorno líquido para desarrollar partos prematuros (de 24 a 28 meses) y aumentar la supervivencia. El ambiente permite que el oxígeno y los nutrientes vitales pasen a través del cordón umbilical, y se ha propuesto como una alternativa a una incubación que tiene mayores riesgos debido al ambiente de oxígeno. El proyecto tiene una financiación de 2,9 millones de euros y un objetivo de finalización de cinco a diez años. Las preocupaciones del proyecto incluyen impactos desconocidos a corto y largo plazo en el niño.  
Otros de sus trabajos anteriores, incluyen talleres y proyectos sobre el estado de inestabilidad del Brexit y otros comentarios sociales en la actualidad.

## Reconocimientos
En 2014, Mandemaker fue uno de los perfiles destacados del Festival de Diseño de Seúl. En 2019, la BBC la incluyó en su lista anual de las 100 mujeres más inspiradoras e influyentes de todo el mundo.